# Caroline Yale
Caroline Ardelia Yale (Charlotte, 29 de setembre de 1848 - Northampton, 2 de juliol de 1933) va ser un educadora estatunidenca que va revolucionar l'ensenyament dels estudiants amb discapacitat auditiva.

## Biografia
Caroline Ardelia Yale va néixer el 29 de setembre de 1848, a Charlotte, Vermont (Estats Units), on va viure fins als deu anys. Després es va traslladar a Williston (Vermont) i va ser educada a casa pels tutors amb el suport dels seus pares. També va assistir a les escoles de Williston, i de 1866 a 1868 va assistir al Seminari Mount Holyoke (que es va convertir en Mount Holyoke College). Després de completar la seva educació, va ensenyar a les escoles de Brandon (Vermont) i Williston (Vermont), fins a 1870, quan va començar a treballar a la Clarke School for the Deaf (Escola per a sords Clarke) a Northampton, Massachusetts). En 1873 va aconseguir el grau de directora associada, mantenint-se en aquesta posició fins a 1886, quan li va succeir a Harriet B. Rogers com a directora de l'escola.
Caroline Yale va treballar durant 63 anys a la Clarke Schools for Hearing and Speech, incloent 36 anys com a directora. El 1882 va començar a col·laborar amb un altre professor per desenvolupar un sistema més complet que els símbols fonètics del Visible Speech (paraula visible) d'Alexander Melville Bell. Van desenvolupar conjuntament les Cartes de vocals i consonants de Northampton, que va descriure amb detall en el seu fulletó Formació i Desenvolupament dels sons de l'anglès elemental, 1892. També va col·laborar amb Alexander Graham Bell i el seu pare, Alexander Melville Bell, en el desenvolupament del seu sistema fonètic i mètodes d'ensenyament, que es va convertir en el sistema més utilitzat a Amèrica. En 1889 va establir un departament de formació de professors a Clarke, que va enviar professors a escoles per a persones sordes a 31 estats i 9 països estrangers abans de la seva mort a Northampton, el 2 de juliol de 1933.
Els seus mètodes es van estendre tant que el 1933, tot menys dues de les 200 escoles per a persones amb discapacitat auditiva a Amèrica, utilitzaven els seus mètodes d'ensenyament oral. A la Clarke School, també va desenvolupar programes d'habilitats físiques i atlètiques per a nens amb discapacitat auditiva. Va contractar a Grace Goodhue de Burlington (Vermont) com a professora, que es va convertir en Grace Coolidge quan es va casar amb Calvin Coolidge. Grace Coolidge va continuar de per vida a l'escola com a recaptadora de fons i va ser una forta partidària de la Clarke School.
El 1890 va ajudar a organitzar l'American Association to Promote the Teaching of Speech to the Deaf (Associació Americana per promoure l'ensenyament de la parla als sords), i es va convertir en la directora. També va treballar durant 25 anys al Comitè Escolar de Northampton abans de retirar-se de la seva posició com a directora de l'Escola Clarke el 1922. Després de retirar-se, va seguir dirigint el programa de formació del professorat i va romandre activa a l'escola Clarke durant molts anys. Va rebre títols honorífics de doctorat de la Universitat Wesleyan d'Illinois el 1896 i el Mount Holyoke College el 1927.

## Commemoracions
El 1994, la Unió Astronòmica Internacional va nomenar un cràter de Venus en honor seu (cràter Yale).

## Publicaciones
- Formation and Development of Elementary English Sounds (1892)
- Sense training exercises for use in schools for the deaf (1925)
- Years of Building: Memories of a Pioneer in a Special Field of Education (autobiografia, 1931)[2][3]